# Dunaújváros Gorillaz 2021
Questa voce raccoglie le informazioni riguardanti i Dunaújváros Gorillaz nelle competizioni ufficiali della stagione 2021.

## Divízió II 2021

### Stagione regolare
| 9 maggio 2021 3ª giornata | Újpest Bulldogs | 32 – 7 | Dunaújváros Gorillaz |  |

| 30 maggio 2021 6ª giornata | Dunaújváros Gorillaz | 41 – 0 | Jászberény Wolverines |  |

| 6 giugno 2021 7ª giornata | Dunaújváros Gorillaz | 20 – 0 (a tavolino) | Rebels Oldboys |  |

| 20 giugno 2021 9ª giornata | Dunaújváros Gorillaz | 7 – 45 | CFS Guardians |  |

| 3 luglio 2021 11ª giornata | Levelek Spartans | 38 – 21 | Dunaújváros Gorillaz |  |

## Statistiche di squadra
| Competizione      | %Vittorie | In casa | In casa | In casa | In casa | In casa | In casa | In trasferta | In trasferta | In trasferta | In trasferta | In trasferta | In trasferta | Totale | Totale | Totale | Totale | Totale | Totale |
| Competizione      | %Vittorie | G       | V       | N       | P       | Pf      | Ps      | G            | V            | N            | P            | Pf           | Ps           | G      | V      | N      | P      | Pf     | Ps     |
| ----------------- | --------- | ------- | ------- | ------- | ------- | ------- | ------- | ------------ | ------------ | ------------ | ------------ | ------------ | ------------ | ------ | ------ | ------ | ------ | ------ | ------ |
| Stagione regolare | .400      | 3       | 2       | 0       | 1       | 68      | 45      | 2            | 0            | 0            | 2            | 28           | 70           | 5      | 2      | 0      | 3      | 96     | 115    |
| Totale            | .400      | 3       | 2       | 0       | 1       | 68      | 45      | 2            | 0            | 0            | 2            | 28           | 70           | 5      | 2      | 0      | 3      | 96     | 115    |